# Broods
I Broods sono un gruppo musicale neozelandese formatosi ad Auckland nel 2013 e composto dai fratelli Georgia e Caleb Nott.

## Storia

### Esordi
Nati a Nelson, città della Nuova Zelanda, i fratelli Caleb e Georgia Nott si sono esibiti insieme fin dall'infanzia. Sono cresciuti, insieme agli altri tre fratelli, in una famiglia molto legata al mondo della musica e hanno accompagnato i genitori a matrimoni e spettacoli indetti dalla chiesa, facendo parte di una cover band degli ABBA. Hanno poi vinto un talent show, il Richmond's Got Talent, al Richmond Mall nel 2010. Mentre frequentavano il Garin College, facero parte della band The Peasants che vinse la concorrenza allo Smokefreerockquest nel 2011. Il gruppo si divise alla fine dell'anno seguente, poco dopo aver ottenuto supporto da NZ On Air.
Nel frattempo, Georgia ha iniziato a studiare musica popolare presso l'Università di Auckland e Caleb ha intrapreso la facoltà di design industriale. Entrambi decisero di abbandonare l'università per perseguire il progetto Broods. Questi si formano ad Auckland all'inizio del 2013 e iniziano a collaborare con il produttore discografico Joel Little, che avevano in precedenza incontrato come giudice al Smokefreerockquest, famoso per aver lanciato la carriera della collega connazionale Lorde nel 2013. Nel momento in cui furono chiamati a scegliere tra i vari nomi da dare alla band, il loro manager suggerì proprio quello di Broods. La band  apprezzò particolarmente il doppio significato, relativo sia alla famiglia che alla sensazione di stravaganza nella loro musica.
Hanno piazzato sul mercato il loro singolo di debutto, Bridges, nell'ottobre 2013. La canzone, descritta da MTV come «una traccia synth pop da brivido», è stata promossa da Idolator e altri blog musicali, riuscendo a guadagnare oltre 200.000 unità streaming nell'arco di una settimana. I Broods firmano, in seguito, un contratto discografico con la nota etichetta Capitol Records in tutto il mondo e la Polydor in Regno Unito ed Europa a partire dal dicembre 2013.

### 2014–2015:Evergreene il successo
Bridges ha debuttato all'ottava posizione della classifica dei singoli neozelandese nel gennaio 2014 ed è stato scelto come singolo della settimana da iTunes Store negli Stati Uniti il mese successivo. La canzone Never Gonna Change fu resa disponibile per il servizio in streaming dal 29 gennaio 2014 e anticipò la pubblicazione del loro EP eponimo. Il duo realizza la prima comparsa in territorio statunitense ad Hollywood, California, il 24 febbraio 2014. Pochi giorni dopo, si esibiscono anche in Regno Unito presso il Notting Hill Arts Club di Londra. Successivamente, si sono esibiti, seppur per un breve lasso di tempo, con le HAIM e, nel mese di luglio, sono stati artisti d'apertura per i concerti di Sam Smith.
I Broods hanno pubblicato il loro album in studio di debutto, Evergreen, il 22 agosto 2014. Esso si è collocato direttamente al vertice delle graduatorie neozelandesi e al quinto posto di quelle australiane. Hanno vinto il titolo di artisti emergenti ai New Zealand Music Awards dello stesso anno, ricevendo anche una candidatura ai People's Choice Award. Nel 2015, intraprendono la loro prima tournée autonoma in America del Nord, seguiti dal batterista Joel Farland, e partecipano a diversi importanti festival, quali il Lollapalooza. Collaborarono poi con il cantautore australiano Troye Sivan, co-scrivendo e producendo la canzone Ease, appartenente all'album di lui Blue Neighbourhood. Ai New Zealand Music Awards di quell'anno i Broods ritirano quattro statutette nelle categorie: album dell'anno per Evergreen, miglior gruppo, miglior album popolare e registrazione dell'anno per Mother & Father.

### 2016–2017:Conscious
I fratelli Nott cominciano a lavorare al secondo album in studio, subito dopo la pubblicazione del predecessore; il nuovo progetto gode di un'importante innovazione: viene sperimentata l'aggiunta di strumenti musicali dal vivo (chitarra, organi e pianoforte elettrico) al suono elettronico di base del sintetizzatore. Il singolo apri-pista, Free, viene distribuito su scala mondiale a partire dal 1º aprile 2016 e, in Nuova Zelanda, viene premiato con la certificazione di disco d'oro avendo venduto più di 7 500 copie nel suddetto Paese.
Conscious, titolo dato al nuovo disco, viene pubblicato il 24 giugno dello stesso anno e segue le orme del precedente: piazzandosi cioè al primo posto delle classifiche in Nuova Zelanda, al secondo di quelle australiane ed entro le prime cinquanta posizioni di quelle nordamericane. Nel frattempo, il duo ha accompagnato Ellie Goulding lungo la leg nordamericana del suo Delirium World Tour nell'aprile 2016, per poi dirigere un tour indipendente che ha riguardato il continente oceanico. A giugno pubblicano il videoclip ufficiale di accompagnamento al secondo singolo Heartlines, cui vi partecipa l'attrice Rose McIver.
Nel 2017, presentano la loro musica al pubblico europeo nel momento in ui vengono scelti per aprire i concerti della cantante svedese Tove Lo e si esibiscono per la prima volta nella loro carriera in occasione del Coachella Valley Music and Arts Festival.

### 2018–presente:Don't Feed the Pop Monster
A gennaio 2018, Georgia Nott pubblica il primo album da solita, The Venus Project. Nel successivo mese di febbraio, anche Caleb realizza il primo singolo da solita, Make Me Feel, utilizzando per l'occasione lo pseudonimo di Fizzy Milk.
Nell'autunno 2018, i Broods prendono parte in qualità di artisti d'apertura alle date australiane e neozelandesi del monumentale Reputation Stadium Tour della nota cantante Taylor Swift. Nello stesso periodo, vengon pubblicati i singoli Peach e Everything Goes (Wow), volti ad anticipare il terzo album in studio del duo. Il progetto in questione, intitolato Don't Feed the Pop Monster, viene messo in commercio a partire dal 1º febbraio 2019. Si tratta della prima pubblicazione in cui i Broods hanno assunto un maggiore controllo creativo, condizione resa possibile grazie anche alla recisione del contratto discografico con la Capitol Records.

## Formazione
Attuale
- Georgia Nott – voce (2013-presente)
- Caleb Nott – strumentazione, produzione, cori (2013-presente)

## Discografia

### Album in studio
- 2014 – Evergreen
- 2016 – Conscious
- 2019 – Don't Feed the Pop Monster

## Riconoscimenti
Nonostante i Broods abbiano esordito nel panorama musicale da pochi anni, il loro lavoro ha ricevuto ampi consensi sia da parte del pubblico che dalla critica specializzata e ciò ha permesso loro di accumulare diversi importanti riconoscimenti. Spiccano le nove vittorie complessive conseguite ai New Zealand Music Awards del 2015 e del 2016, dove in entrambi i casi si sono rivelati essere gli artisti più premiati della cerimonia.
Inoltre, in occasione degli MTV Europe Music Awards 2016, il duo viene insignito del titolo di miglior artista neozelandese dell'anno.